# Armodafinila
Armodafinila, vendido sob os nomes comerciais Nuvigil e outros, é um medicamento utilizado para narcolepsia, apneia obstrutiva do sono e transtorno do sono em trabalho por turnos. Sua eficácia também foi estudada no combate ao cansaço associado a doenças crônicas. É tomado por via oral. Pode ser usado recreativamente por seus efeitos de euforia.
Os efeitos colaterais mais comuns incluem dor de cabeça, ansiedade, náusea, diminuição do apetite, palpitações e distúrbios do sono. Outros efeitos colaterais podem incluir abuso, psicose, suicídio e síndrome de Stevens-Johnson. O uso na gestação pode causar danos ao bebê. É o enantiômero ( R )-(−)- do modafinil.
Foi aprovado para uso médico nos Estados Unidos em 2007. Está disponível como medicamento genérico. Nos Estados Unidos, um mês de tratamento com comprimidos de 250 mg custa cerca de 32 dólares (valor de 2022). Nos Estados Unidos, o armodafinila é classificado como substância controlada de Lista IV.